# 李氏
李氏（りし）は、漢姓の一つ。李姓はラテン文字でLee, LiやLiといった表記をされることが多いが、欧米に元来存在するLee (Li)（リー）姓を含めるとその合計数は全亜州で最大の姓となる。

## 中華圏
李（リ、リー、広東語ではレイ）は、中華圏の姓の一つ。他の似た音の姓との混同、あるいは北京語と広東語では発音が異なるため、相手に正しく姓を伝える場合は、「李」の字を分解して「木に子」あるいは「十八子」の李と説明する場合がある。中華人民共和国においては最も数の多い五大姓（2020年の統計によると、中国の五大姓は、王・李・張・劉・陳）の一つで、2020年の第7回中華人民共和国全国人口調査（国勢調査）に基づく姓氏統計によると1億139.08万人がいる。一方、台湾の2018年の統計では第5位で、1,208,829人がいる。
成漢、西涼、唐（後唐、南唐も含む）、西夏の国姓である。李は張とともに中国に非常に多い姓であることから「張三李四」という熟語が生まれ、張氏の三男、李氏の四男のように「その辺にいくらでもいるありふれた人、身分もなく名もない人々、平凡な人」を意味する。

### 著名な人物
皇族、王族に関しては李姓の姓名で呼ばれることが多い人物のみを記す。
- 李耳 - 春秋時代の思想家（老子）。
- 李牧 - 戦国趙の武将。
- 李斯 - 秦の宰相。
- 李信 - 戦国秦の武将。
- 李広 - 前漢の将軍。
- 李傕 - 後漢末期の董卓の部将。
- 李典 - 後漢末期から三国時代の武将。曹操に仕えた。
- 李雄 - 成漢の初代皇帝。
- 李淵 - 唐の初代皇帝（高祖）。
- 李世民 - 唐の第2代皇帝（太宗）。
- 李隆基 - 唐の第6代皇帝（玄宗）。
- 李白 - 唐の詩人。
- 李賀 - 唐の詩人。
- 李商隠 - 唐の詩人。
- 李煜 - 南唐の第3代皇帝（後主）。詞人。
- 李元昊 - 西夏の初代皇帝（景宗）。
- 李清照 - 宋の詞人。
- 李師師 - 北宋の名妓、徽宗の妃嬪。『水滸伝』にも登場する。

- 李圭 - 元の政治家、平章政事。唐の第5代皇帝睿宗の20代孫，汝陽王李玠21代孫。
- 李世昌 - 契丹出身。耶律楚材と親交があった。
- 李時珍 - 明代の医師で本草学者。
- 李自成 - 明末の農民反乱指導者。順皇帝（永昌帝）。
- 李鴻章 - 清の政治家。
- 李宝嘉 - 清末の小説家。
- 李先念 - 中華人民共和国の政治家。
- 李俊 - 中華人民共和国の映画監督。
- 李鵬 - 中華人民共和国の政治家。
- 李志堅 - 中華人民共和国の物理学者
- 李克強 - 中華人民共和国の政治家。
- 李寧 - 中華人民共和国の体操選手、実業家。スポーツ用品メーカー李寧の創業者。
- 李彦宏 - 中華人民共和国の実業家。百度創業者。
- 李冰冰 - 中華人民共和国の女優。
- 李大林 - 中華人民共和国の経営学者。
- 李玉 - 中華人民共和国の映画監督。
- 李宇春 - 中華人民共和国の歌手。
- 李強 - 中華人民共和国の政治家

台湾の人物
- 李登輝 - 第8・9代中華民国総統。
- 李元簇 - 政治家。
- アン・リー（李安） - 映画監督。
- 李屏賓 - 撮影監督。
- 李振昌 - 野球選手。
- 李杜軒 - 野球選手。

香港の人物
- 李翰祥 - 映画監督。
- ブルース・リー（李小龍 / 李振藩） - アクション俳優。

華僑・華人
- リー・クアンユー（李光耀） - シンガポール共和国初代首相。
- リー・シェンロン（李顕龍） - シンガポール第3代首相。リー・クアンユーの長男。
- ジェット・リー（李連杰） - アクション俳優。シンガポールに帰化。

## 朝鮮
韓国では、李は「イ」と発音することが多い。

## ベトナム
李（リー、ベトナム語: Lý）は、ベトナムの姓の一つ。李朝大越の国姓である。
上図によれば人口に占めるリー姓の割合は0.5%で、姓のうち14位である。
- 李賁 - 前李朝万春の初代皇帝（李南帝）。
- 李公蘊 - 李朝の初代皇帝（太祖）。
- 李仏金（李天馨） - 李朝第9代（最後）の皇帝（昭皇、女帝）。
- 李常傑 - 李朝大越の宦官、武将。

## 日本
李（り）は、日本にも見られる名字である。在日韓国・朝鮮人や他の東アジア諸国出身者などに見られる。
- 李梅渓（り ばいけい） - 江戸時代の和歌山藩の儒者。父李真栄が朝鮮出身。
- 李忠成 - サッカー選手。在日韓国人4世だったが、2007年に日本に帰化。

本名ではないが李姓での活動で著名な日本人として、次の人物がいる。
- 李香蘭（本名：山口淑子） - 中国大陸生まれの日本人女優・歌手。「李香蘭」は父の友人から付けられた中国名で、この名で芸能活動を行った。

## 脚註
1. ↑  “《二〇二〇年全国姓名报告》发布_部门政务_中国政府网”. www.gov.cn (2021年2月8日). 2023年1月18日閲覧。
2. ↑  “中国信息报 2022年11月11日 2版 - “百家姓”规模及其占全国总人数比重” (中国語).   中国信息报 (2022年11月11日). 2023年2月11日閲覧。
3. ↑  ““百家姓”人口占全国人口比重达84.55%” (中国語). 中国信息报 (2022年11月11日). 2023年2月11日閲覧。
4. ↑  “全國姓名統計分析”.  中華民国内政部. p. 280 (2018年10月). 2023年1月18日閲覧。
5. ↑  張三李四（読み）ちょうさんりしコトバンク
6. ↑  Lê Trung Hoa (2005) Họ và tên người Việt Nam, Hà Nội, Việt Nam: NXB Khoa học Xã hội (Social Sciences Publishing House)